# Prefektura Fukušima

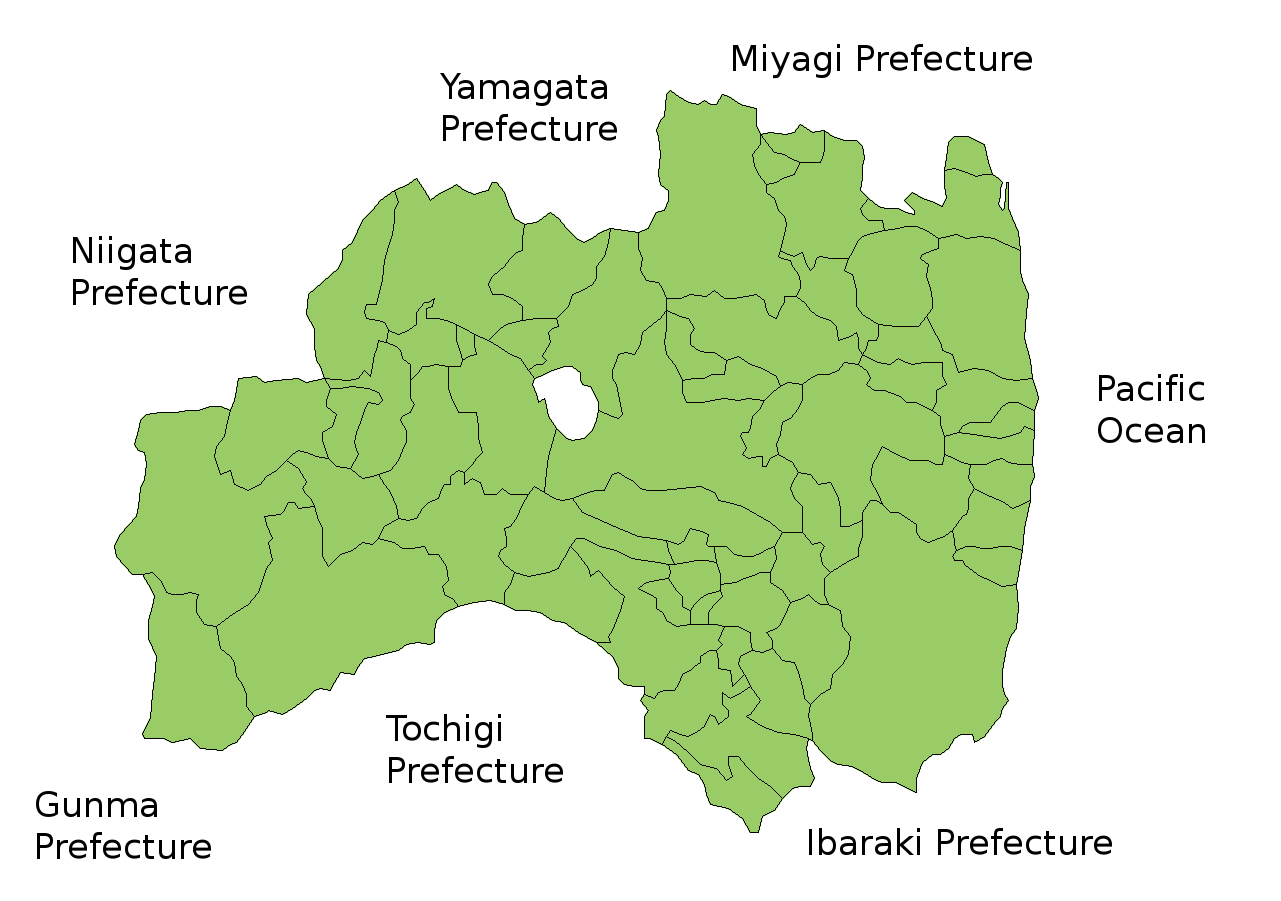
Mapa prefektury Fukušima

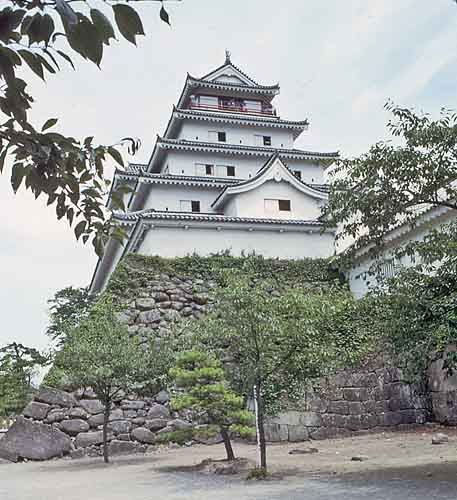
Hrad v Aizuwakamacu

Prefektura Fukušima (japonsky: 福島県, Fukušima-ken) je jednou ze 47 prefektur Japonska. Nachází se v regionu Tóhoku na ostrově Honšú. Na severu sousedí s prefekturami Mijagi a Jamagata, na západě s prefekturou Niigata, na jihozápadě s prefekturou Gunma a na jihu s prefekturami Točigi a Ibaraki.
Prefektura Fukušima se nachází v nejjižnější části regionu Tóhoku na východním pobřeží Japonska u Tichého oceánu. Jde o třetí největší prefekturu Japonska po prefekturách Hokkaidó a Iwate. Jejím hlavním městem je Fukušima, největším městem pak Iwaki. Je rozdělena pohořími na regiony Aizu, Nakadori a Hamadori.
Prefektura má rozlohu 13 782,54 km² a k 1. červnu 2019 měla 1 848 257 obyvatel.

## Jaderné elektrárny
V prefektuře Fukušima se nachází jeden z největších jaderně-energetických komplexů - dvě elektrárny Fukušima Dajiči (I) a Fukušima Dajini (II), které jsou od sebe vzdáleny 12 kilometrů. Po zemětřesení 11. března 2011 byly obě elektrárny poškozeny.

## Města
V prefektuře Fukušima se nachází 13 velkých měst (市, ši):
| - Aizuwakamacu (会津若松) - Date (伊達) - Fukušima (福島, hlavní město) - Haramači (原町) (součást Minamisómy (南相馬)) - Iwaki (いわき) - Kitakata (喜多方) - Kórijama (郡山) - Minamisóma (南相馬) | - Motomija (本宮) - Nihonmacu (二本松) - Sóma (相馬) - Sukagawa (須賀川) - Širakawa (白河) - Tamura (田村) |